# Hans-Joachim Knölker
Hans-Joachim Knölker (* 29. Juli 1958 in Rehren bei Hannover) ist ein deutscher Chemiker und seit dem 1. Januar 2024 Präsident der Sächsischen Akademie der Wissenschaften.

## Leben
Hans-Joachim Knölker machte sein Abitur 1977 am Gymnasium Ernestinum in Rinteln und diente danach für 15 Monate in der Bundeswehr. Im Oktober 1978 begann er sein Studium der Chemie an der Universität Göttingen. Sein Diplom machte er 1983 an der Universität Hannover. Hier promovierte er auch 1985 bei Ekkehard Winterfeldt. Danach forschte er für ein Jahr am Institut für Chemie der University of California, Berkeley, USA mit Kurt Peter C. Vollhardt. 1990 habilitierte er sich dann an der Universität Hannover zu dem Thema "Transition Metal-Mediated Syntheses of Heterocycles". Im folgenden Jahr wurden ihm Professuren an der Westfälischen Wilhelms-Universität in Münster, der Universität Karlsruhe, der Universität Bonn und der Universität Marburg angeboten. Im August 1991 wurde er zum Professor für organische Chemie an der Universität Karlsruhe berufen. Diese Professur hatte er bis zum November 2001 inne. In dieser Zeit hatte er Forschungsaufenthalte in Japan und Indien. In den Jahren 2000 und 2001 wurden ihm Professuren an der TU Dresden, der Universität Glasgow und der Universität Oslo angeboten. Im Dezember 2001 wurde er zum Professor für organische Chemie an der TU Dresden berufen. 2003 war er Mitbegründer der Biotech-Firma Jado-Technologies in Dresden. Seit 2006 ist er Mitglied der Sächsischen Akademie der Wissenschaften und der Royal Society of Chemistry. Seit 2007 ist er zusätzlich Mitglied der Japan Society for the Promotion of Science.
Am 13. Oktober 2023 wählte ihn das Plenum der Sächsischen Akademie der Wissenschaften zum Präsidenten, am 1. Januar 2024 trat er das Amt an.

## Familie
Hans-Joachim Knölker ist verheiratet mit Angela Knölker (geb. Schönwälder) und hat mit ihr vier Kinder.

## Veröffentlichungen

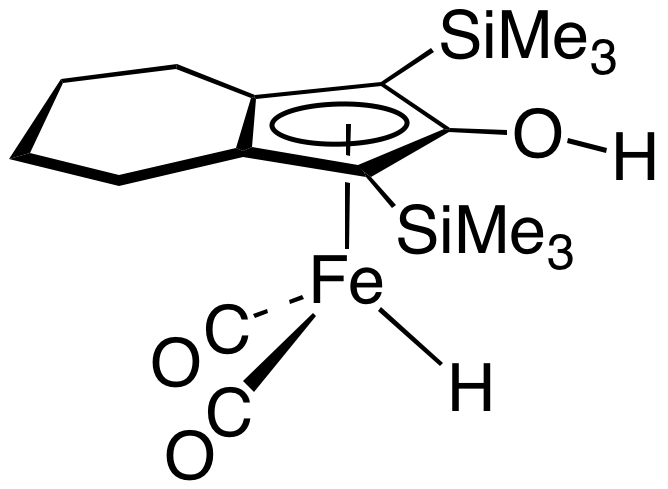
Struktur des vom Cyclopentadienon abgeleiteten Knölker-Komplexes

Knölker publizierte bisher mehr als 180 Aufsätze in wissenschaftlichen Zeitschriften. Er ist einer der Autoren des Organikums. Nach Knölker wurde ein Eisen-organischer Komplex benannt, der als Katalysator für Hydrierungen eingesetzt werden kann.